# Comissió d'Investigació d'Accidents i Incidents Marítims
La Comissió Permanent d'Investigació d'Accidents i Incidents Marítims (CIAIM) és una agència del Ministeri de Foment d'Espanya que investiga accidents i incidents marítims. Té la seu a Madrid.